# コント55号と世界のサーカス
『コント55号と世界のサーカス』（コントごじゅうごごうとせかいのサーカス）は、1970年7月26日から同年9月13日まで日本テレビ系列局で放送されていた日本テレビ製作のバラエティ番組である。放送時間は毎週日曜 19:00 - 19:56 （日本標準時）。

## 概要
世界の曲芸を紹介していた番組で、前番組『コント55号の日曜特別号』から引き続きコント55号が司会を務めていた。番組前半にはヨーロッパで行われているサーカスのフィルムを放送し、後半には日本国内で行われている曲芸の中継録画VTRを流していた。